# Освајачи олимпијских медаља у атлетици — скок удаљ за жене
Освајачице олимпијских медаља у атлетици у дисциплини скок удаљ за жене приказане су у следећој табели. Скок удаљ за жене налази се у програму Летњих олимпијских игара од Игара 1948 у Лондону.

## Освајачице медаља
Резултати у табели су приказани у метрима.
| Олимпијске игре             | Злато                                         | Злато    | Сребро                                    | Сребро | Бронза                                                    | Бронза  |
| --------------------------- | --------------------------------------------- | -------- | ----------------------------------------- | ------ | --------------------------------------------------------- | ------- |
| Лондон 1948. детаљи         | Олга Ђармати Мађарска                         | 5,695 ОР | Ноеми де Портела · Аргентина              | 5,600  | Ан-Брит Лејман · Шведска                                  | 5,575   |
| Хелсинки 1952. детаљи       | Ивет Вилијамс · Нови Зеланд                   | 6,24     | Александра Чудина · Совјетски Савез       | 6,14   | Ширли Коли · Уједињено Краљевство                         | 5,92    |
| Мелбурн 1956. детаљи        | Елжбијета Кшесинска · Пољска                  | 6,35     | Вили Вајт · Сједињене Државе              | 6,09   | Надежда Хникина-Двалашвили · Совјетски Савез              | 6,07    |
| Рим 1960. детаљи            | Вера Крепкина · Совјетски Савез               | 6,37     | Елжбијета Кшесинска · Пољска              | 6,27   | Хилдрун Клаус · Уједињени тим Немачке°                    | 6,21    |
| Токио 1964. детаљи          | Мери Ранд · Уједињено Краљевство              | 6,76     | Ирена Шевињска · Пољска                   | 6,60   | Татјана Шелканова · Совјетски Савез                       | 6,42    |
| Мексико Сити 1968. детаљи   | Виорика Вископољану · Румунија                | 6,82 СР  | Шила Шервуд · Уједињено Краљевство        | 6,68   | Татјана Талишева · Совјетски Савез                        | 6,66    |
| Минхен 1972. детаљи         | Хајде Розендал · Западна Немачка              | 6,78     | Дијана Јоргова · Бугарска                 | 6,77   | Ева Шуранова · Чехословачка                               | 6,67    |
| Монтреал 1976. детаљи       | Ангела Војт · Источна Немачка                 | 6,72     | Кати Макмилан · Сједињене Америчке Државе | 6,66   | Лидија Алфејева · Совјетски Савез                         | 6,60    |
| Москва 1980. детаљи         | Татјана Колпакова · Совјетски Савез           | 7,06     | Бригите Вујак · Источна Немачка           | 7,04   | Татјана Скачко · Совјетски Савез                          | 7,01    |
| Лос Анђелес 1984. детаљи    | Анисоара Кусмир-Станчу · Румунија             | 6,96     | Вали Јонеску · Румунија                   | 6,81   | Су Херншо · Уједињено Краљевство                          | 6,80    |
| Сеул 1988. детаљи           | Џеки Џојнер-Керси · Сједињене Америчке Државе | 7,40 ОР  | Хајке Дрекслер · Источна Немачка          | 7,22   | Галина Чистјакова · Совјетски Савез                       | 7,11    |
| Барселона 1992. детаљи      | Хајке Дрекслер · Немачка                      | 7,14     | Инеса Кравец · Уједињени тим3             | 7,12   | Џеки Џојнер-Керси · Сједињене Америчке Државе             | 7,07    |
| Атланта 1996. детаљи        | Чиома Аџунва · Нигерија                       | 7,12     | Фиона Меј · Италија                       | 7,02   | Џеки Џојнер-Керси · Сједињене Америчке Државе             | 7,00    |
| Сиднеј 2000. детаљи         | Хајке Дрекслер · Немачка                      | 6,99     | Фиона Меј · Италија                       | 6,92   | Мерион Џоунс · Сједињене Државе · Татјана Котова · Русија | 6,92    |
| Атина 2004. детаљи          | Татјана Лебедева · Русија                     | 7,07     | Ирина Симагина · Русија                   | 7,05   | Татјана Котова · Русија                                   | 7,05    |
| Пекинг 2008. детаљи         | Морен Хига Маги · Бразил                      | 7,07     | Татјана Лебедева · Русија                 | 7,05   | Блесинг Oкагбаре · Нигерија                               | 7,05    |
| Лондон 2012. детаљи         | Бритни Рис · Сједињене Америчке Државе        | 7,12     | Јелена Соколова · Русија                  | 7,07   | Џанеј Делоч · Сједињене Америчке Државе                   | 6,89    |
| Рио де Жанеиро 2016. детаљи | Тијана Бартолета · САД                        | 7,17     | Бритни Рис · САД                          | 7,15   | Ивана Шпановић · Србија                                   | 7,08 НР |
| Токио 2020. детаљи          | Малајка Михамбо Немачка                       | 7,00     | Бритни Рис · САД                          | 6,97   | Есе Бруме · Нигерија                                      | 6,97    |
| Париз 2024. детаљи          | Тара Дејвис-Вудхол САД                        | 7,10     | Малајка Михамбо Немачка                   | 6,98   | Џезмин Мур САД                                            | 6,96    |
| Лос Анђелес 2028.           |                                               |          |                                           |        |                                                           |         |

- ° Олимпијци Западне и Источне Немачке наступали као једна екипа.
- 1 Светски рекорд
- 2 Олимпијски рекорд
- 3 Екипа Заједнице независних држава наступила је под олимпијском заставом.

1. ↑  MOK је одузео бронзану медаљу Мерион Џоунс због допинг афере

## Биланс медаља скока удаљ за жене
Стање после ОИ 2024.
|     | Држава                    | Злато | Сребро | Бронза |    |
| --- | ------------------------- | ----- | ------ | ------ | -- |
| 1.  | Сједињене Америчке Државе | 4     | 4      | 4      | 12 |
| 2.  | Немачка                   | 3     | 1      | 0      | 4  |
| 3.  | Совјетски Савез           | 2     | 1      | 6      | 9  |
| 4.  | Румунија                  | 2     | 1      | 0      | 3  |
| 5.  | Русија                    | 1     | 3      | 2      | 6  |
| 6.  | Пољска                    | 1     | 2      | 0      | 3  |
| 7.  | Источна Немачка           | 1     | 2      | 0      | 3  |
| 8.  | Уједињено Краљевство      | 1     | 1      | 2      | 4  |
| 9.  | Нигерија                  | 1     | 0      | 2      | 3  |
| 10. | Бразил                    | 1     | 0      | 0      | 1  |
| 10. | Мађарска                  | 1     | 0      | 0      | 1  |
| 10. | Нови Зеланд               | 1     | 0      | 0      | 1  |
| 10. | Западна Немачка           | 1     | 0      | 0      | 1  |
| 14. | Италија                   | 0     | 2      | 0      | 2  |
| 15. | Аргентина                 | 0     | 1      | 0      | 1  |
| 15. | Бугарска                  | 0     | 1      | 0      | 1  |
| 15. | Уједињени тим             | 0     | 1      | 0      | 1  |
| 18. | Уједињени тим Немачке°    | 0     | 0      | 1      | 1  |
| 18. | Србија                    | 0     | 0      | 1      | 1  |
| 18. | Чехословачка              | 0     | 0      | 1      | 1  |
| 18. | Шведска                   | 0     | 0      | 1      | 1  |
|     | Укупно 21 земља           | 20    | 20     | 20     | 60 |